# یاکوو پرلمان
یاکوو ایسیدوروویچ پرلمان، نویسنده اهل شوروی بود که به خاطر کتاب‌های علمی آموزشی در زمینه فیزیک، ریاضیات، هندسه و غیره مشهور است.

## زندگی
پرلمان در سال ۱۸۸۲ میلادی، در یک خانواده فرهنگی به‌دنیا آمد. پدرش کتاب‌دار و مادرش آموزگار بود. بعد از پایان دبیرستان، به دانشکده مهندسی چوب در پترزبورگ وارد شد و رشته جنگل‌شناسی را انتخاب کرد.
پرلمان، از همان دوران نوجوانی، به چیستان‌های علمی، به‌ویژه در زمینه ریاضیات و فیزیک علاقه‌مند بود. نخستین کتابی که از او چاپ شد، «سرگرمی‌های فیزیک» در سال ۱۹۱۲ بود. در سال ۱۹۸۲، چاپ بیست و یکم آن، به‌سرعت فروش رفت. سپس، کتاب‌های سرگرمی‌های ریاضی، سرگرمی‌های جبر، سرگرمی‌های هندسه، سرگرمی‌های اخترشناسی و… را نوشت که همه با استقبال فراوان روبرو شدند. پرلمان، در سال‌های پیش از جنگ جهانی دوم، «انجمن سرگرمی‌های دانش» را، برای کودکان و نوجوانان در لنین‌گراد تشکیل داد که فعالیت آن، هم‌زمان با آغاز جنگ آلمان هیتلری علیه اتحاد شوروی، تعطیل شد و خود پرلمان، در مارس ۱۹۴۲ که لنین‌گراد محاصره جان‌کاه نهصد روزه نازیها را تحمل می‌کرد، مثل بسیاری دیگر از هم‌شهری‌های خود، از گرسنگی جان داد.

## تألیفات
بیشتر کتاب‌های پرلمان را استاد پرویز شهریاری به فارسی برگردانده‌اند، که در زمره آن‌ها می‌توان به آثار زیر اشاره کرد.
- «سرگرمی‌های جبر» (۱۳۴۶، انتشارات امیرکبیر)
- «سرگرمی‌های ریاضی» (انتشارات امیرکبیر)
- «سرگرمی‌های هندسه» (۱۳۴۷، انتشارات خوارزمی)،
- «ریاضیات زنده» (۱۳۷۴، نشر میترا)

این کتاب‌ها تجدیدچاپ نیز شده‌اند. کتاب «سرگرمی‌های فیزیک» را هم احمد تمدن در سال ۱۳۴۵ به فارسی برگرداند و انتشارات امیرکبیر آن را در مجموعه کتاب‌های سیمرغ به‌چاپ رساند.
پرلمان در مقدمه چاپ سوم کتاب سرگرمی‌های جبر می‌نویسد: "نباید به این کتاب به‌عنوان کتاب درسی ساده‌شده‌ای از جبر نگاه کرد؛ کتاب سرگرمی‌های جبر هم مثل سایر نوشته‌های من، نه به‌خاطر مطالعه درسی، بلکه برای مطالعه آزاد تهیه شده‌است. برای این کتاب خواننده‌ای درنظر گرفته شده‌است که، ولو به‌طور مبهم یا نیمه‌فراموش شده هم باشد، با بعضی از مفاهیم جبر آشنایی داشته باشد. سرگرمی‌های جبر تلاش می‌کند تا این تزلزل‌های فکری را استواری بخشد و اطلاعات پراکنده و ناهمواری را که در ذهن وجود دارد، جان دهد و منظم کند و از آن مهم‌تر، رغبت مطالعه مطالب جبر را در خواننده برانگیزد و او را به‌سوی تکمیل آنچه که در کتاب‌های درسی وجود ندارد، رهنمون شود. برخلاف کتاب‌هایی از این گونه، که فرض را بر عدم اطلاع خواننده از مقدمات ریاضی می‌گیرد، کتاب سرگرمی‌های جبر به‌خصوص متوجه این است که اطلاعات ریاضی دبیرستانی را استحکام بخشد و قدرت کار خواننده را در آن زمینه توسعه دهد.
برای این که کتاب از صورت یک کتاب ریاضی خشک خارج شود و علاقه خواننده را به‌طرف خود بکشاند، وسایل مختلفی به‌کمک گرفته شده‌است: طرح مسایلی با عناوین غیرعادی، تحریک کنجکاوی، مطالعه مشغول‌کننده در جنبه‌های مختلف تاریخ ریاضی، توضیح موارد استعمال غیرمنتظره جبر در زندگی روزانه و غیره."
ب. آ. کورد مسکی، ریاضی‌دان روسی و مؤلف کتاب اندیشه ریاضی، ترجمه پرویز شهریاری، در مقدمه‌ای که بر چاپ نهم کتاب سرگرمی‌های هندسه نوشته‌است، می‌گوید: «سرگرمی‌های هندسه به‌همان اندازه که علاقه‌مندان ریاضی را به‌کار می‌آید، برای آن دسته از خوانندگانی هم که بنا به‌دلایلی از جنبه‌های عملی و جالب ریاضیات به‌دور مانده‌اند، مفید است.»
«شاید بیش از همه، این کتاب برای خوانندگانی مفید باشد که هندسه را تنها روی کاغذ یا تخته‌سیاه فراگرفته‌اند (یا هم‌اکنون فرامی‌گیرند) و بنابراین از رابطه‌ای که هندسه با اشیاء و پدیده‌های جهان اطراف ما دارد، بی‌خبرند و نمی‌دانند که چگونه می‌تواند از هندسه در عمل و برای رفع مشکلات زندگی استفاده کرد. این کتاب می‌خواهد علاقه به هندسه را در خواننده ایجاد کند یا به‌قول مؤلف «ضمن مطالعه مسایل این کتاب، ذوق و سلیقه و ابتکار او را برانگیزاند.»»
«مؤلف برای این منظور، هندسه را «از چهاردیواری مدرسه خارج می‌کند و به فضای آزاد: دشت و جنگل و رودخانه و جاده می‌برد تا کاربرد هندسه را زیر سرپوش نیلگون آسمان و بدون کتاب و تخته‌سیاه بیاموزد… ،» خواننده را به مطالعه آثار تولستوی، چخوف، ژول ورن و مارک توین می‌کشاند و قطعاتی از گوگول و پوشکین نقل می‌کند و بالاخره «مجموعه رنگارنگی مسئله» در اختیار او می‌گذارد که از لحاظ موضوع، دلچسب و از لحاظ نتیجه، غیرمنتظره‌اند.»
در میان کتاب‌هایی که پرلمان نوشته‌است، «ریاضیات زنده» از شهرت ویژه‌ای برخوردار است. در این کتاب چیستان‌های زیادی وجود دارند که بیشتر آن‌ها، رنگ داستان‌های کوتاه را دارند و، برای حل آن‌ها، کافی است با حساب مقدماتی و مفهوم‌های ساده هندسی آشنا بود.